# Kanton Cheval-Blanc
Der Kanton Cheval-Blanc ist ein französischer Wahlkreis im Département Vaucluse in der Region Provence-Alpes-Côte d’Azur. Er entstand 2015 im Rahmen einer landesweiten Neuordnung der Kantone und umfasst 14 Gemeinden, darunter Cheval-Blanc als Hauptort.

## Gemeinden
Der Kanton besteht aus 14 Gemeinden mit insgesamt 32.192 Einwohnern (Stand: 1. Januar 2022) auf einer Gesamtfläche von 293,43 km²:
| Gemeinde            | Einwohner 1. Januar 2022 | Fläche km² | Dichte Einw./km² | Code INSEE | Postleitzahl |
| ------------------- | ------------------------ | ---------- | ---------------- | ---------- | ------------ |
| Cabrières-d’Avignon | 1.741                    | 14,68      | 119              | 84025      | 84220        |
| Cadenet             | 4.327                    | 25,08      | 173              | 84026      | 84160        |
| Cheval-Blanc        | 4.340                    | 58,56      | 74               | 84038      | 84460        |
| Cucuron             | 1.849                    | 32,68      | 57               | 84042      | 84160        |
| Lagnes              | 1.707                    | 16,93      | 101              | 84062      | 84800        |
| Lauris              | 3.929                    | 21,81      | 180              | 84065      | 84360        |
| Lourmarin           | 1.031                    | 20,18      | 51               | 84068      | 84160        |
| Maubec              | 1.915                    | 9,13       | 210              | 84071      | 84660        |
| Mérindol            | 2.273                    | 26,59      | 85               | 84074      | 84360        |
| Puget               | 881                      | 17,90      | 49               | 84093      | 84360        |
| Puyvert             | 842                      | 9,78       | 86               | 84095      | 84160        |
| Robion              | 4.803                    | 17,70      | 271              | 84099      | 84440        |
| Taillades           | 1.998                    | 6,86       | 291              | 84131      | 84300        |
| Vaugines            | 556                      | 15,55      | 36               | 84140      | 84160        |
| Kanton Cheval-Blanc | 32.192                   | 293,43     | 110              | 8408       | –            |